# Schlussevangelium
Mit dem Schlussevangelium endet eine heilige Messe nach der Liturgie von 1962. Der Text ist meist der Prolog des Johannesevangeliums (Joh 1,1–14 ). Mit der Liturgiereform des Zweiten Vatikanischen Konzils entfiel der Ritus in der ordentlichen Form des Römischen Ritus. In Gruppen, die die Liturgie nach dem Messbuch von 1962 feiern, wird er bis heute praktiziert.
Der Priester liest das Schlussevangelium auf der Evangelienseite des Altars leise in der Regel von der dort befindlichen Kanontafel, an Tagen mit abweichendem Text aus dem Messbuch. Zuvor grüßt er mit „Dominus vobiscum“ (‚Der Herr sei mit euch‘), worauf die Ministranten oder auch die Gemeinde antworten: „Et cum spiritu tuo“ (‚Und mit deinem Geiste‘). Hierauf bekreuzigen sich Priester, Leviten, Messdiener und Gemeinde mit dem dreifachen Kreuzzeichen, und der Priester kündigt mit den Worten „Initium sancti Evangelii secundum Ioannem“ (‚Anfang des heiligen Evangeliums nach Johannes‘) den darauf folgenden Abschnitt aus dem Evangelium an. Die Antwort lautet: „Gloria tibi, Domine“ (‚Ehre sei Dir, Herr‘).
Zu den Worten „Et Verbum caro factum est“ (‚Und das Wort ist Fleisch geworden‘, Joh 1,14 ) machen alle Beteiligten eine Kniebeuge. Das Evangelium endet mit der Antwort: „Deo gratias“ (‚Dank sei Gott‘).

## Entstehung und liturgischer Stellenwert
Der Text des Schlussevangeliums war seit dem 12. Jahrhundert als „Segensperikope“ auch bei der Spendung von Sakramenten wie der Taufe oder den Sterbesakramenten beliebt. Entsprechend wurde auch ein enger Zusammenhang zwischen diesem Evangelium und dem in der Frühlings- und Sommerzeit unmittelbar anschließend erteilten Wettersegen gesehen. Seinen Ursprung hat der Brauch, den Johannesprolog am Ende der heiligen Messe zu sprechen, im 13. Jahrhundert in der Liturgie des Dominikanerordens, wo der Priester ihn beim Ablegen der Gewänder rezitierte. Noch bis 1962 sprach der Bischof beim Pontifikalamt den Text beim Weggehen vom Altar. Bis zum 16. Jahrhundert wurde das Schlussevangelium fast überall zum Bestandteil der heiligen Messe, mit Ausnahme der im Kartäuserorden praktizierten Liturgie.
In der Neuzeit trat der Segenscharakter des Schlussevangeliums zurück, es wurde zum „Epilog“ der heiligen Messe, der an Bedeutung verlor. In der Gemeinschaftsmesse, die sich ab etwa 1920 im deutschen Sprachraum einbürgerte, beteiligte sich die Gemeinde nicht mehr am vom Priester leise rezitierten Schlussevangelium, sondern sang währenddessen bereits ein Schlusslied. In der Osternacht wurde seit deren Reform durch Papst Pius XII. 1951 auf das Schlussevangelium verzichtet, ebenso bei anderen Messfeiern, an die sich eine bedeutsame Funktion anschloss. Mit der Instruktion Inter Oecumenici Papst Pauls VI. vom 26. September 1964 im Zuge der Liturgiereform des Zweiten Vatikanischen Konzils wurde das Schlussevangelium, genau wie die darauf folgenden Leonianischen Gebete, abgeschafft. Im Missale Romanum von 1970 ist es nicht mehr vorgesehen.
Anstelle des Beginns des Johannesevangeliums wurde an manchen Tagen bis ins 20. Jahrhundert ein anderer Evangelientext rezitiert. 1955 galt dies nur noch für die dritte Weihnachtsmesse, in der die Johannes-Perikope das Evangelium bildete und Mt 2,1–12  als Schlussevangelium gelesen wurde; am Palmsonntag war in Privatmessen das Evangelium der Palmweihe (Mt 21,1–9 ) das Schlussevangelium. 
Vor 1955 wurde an Tagen, an denen ein liturgisch höherrangiges Fest mit eigenem Messformular die nachrangige Tagesliturgie verdrängte, das verdrängte Messformular „kommemoriert“, indem seine Orationen denen des Festes angehängt und das Evangelium als Schlussevangelium gelesen wurde. An diesen Tagen wurde vom Ministranten das Messbuch vor dem Schlussevangelium wieder auf die Evangelienseite getragen. Der Liturgiewissenschaftler Joseph Andreas Jungmann führt die Praxis auf die im 16. Jahrhundert häufige Missa Sicca zurück, eine zweite heilige Messe in Kurzform, die der Priester im Anschluss an die erste Messe ohne Kasel zu absolvieren pflegte und von der nach ihrer Zurückdrängung durch das Konzil von Trient als letztes Element die Evangeliumslesung übrig blieb.